# دایانا، شاهدخت ولز
دایانا، شاهدخت ولز (با نام کامل دایانا فرانسس اسپنسر؛ زادهٔ ۱ ژوئیه ۱۹۶۱ – درگذشتهٔ ۳۱ اوت ۱۹۹۷)، یکی از اعضای خاندان سلطنتی بریتانیا بود. او نخستین همسر چارلز سوم (که در آن زمان شاهزادهٔ ولز بود) و مادر شاهزادگان ویلیام و هری بود. فعالیت‌های بشردوستانه و جذابیت او باعث شد که به یک نماد جهانی تبدیل شود و محبوبیت ماندگاری کسب کند.
دایانا در یک خانوادهٔ اشرافی بریتانیایی به دنیا آمد و در نزدیکی خاندان سلطنتی بزرگ شد. او در پارک هاوس، واقع در املاک سلطنتی سندرینگهام، زندگی می‌کرد. در سال ۱۹۸۱، هنگامی که به عنوان دستیار معلم در مهدکودک کار می‌کرد، با چارلز، بزرگ‌ترین پسر الیزابت دوم، نامزد شد. مراسم ازدواج آن‌ها در ژوئیهٔ همان سال در کلیسای جامع سنت پل برگزار شد و دایانا به عنوان شاهدخت ولز مورد استقبال گستردهٔ مردم قرار گرفت. این زوج صاحب دو پسر، ویلیام و هری، شدند که به ترتیب در آن زمان دومین و سومین نفر در صف جانشینی تاج و تخت بریتانیا بودند. ازدواج دایانا و چارلز به دلیل ناسازگاری و روابط خارج از ازدواج دچار بحران شد. آن‌ها در سال ۱۹۹۲، اندکی پس از علنی شدن مشکلاتشان، از یکدیگر جدا شدند. دشواری‌های زناشویی آن‌ها به شدت مورد توجه رسانه‌ها قرار گرفت و سرانجام در سال ۱۹۹۶ از یکدیگر طلاق گرفتند.
به عنوان شاهدخت ولز، دایانا وظایف سلطنتی را از طرف ملکه انجام می‌داد و در رویدادهای مختلف در قلمرو کشورهای مشترک‌المنافع نمایندهٔ او بود. او به دلیل زیبایی، سبک پوشش، جذابیت و بعدها به خاطر رویکرد غیرمتعارفش در امور خیریه، مورد تحسین رسانه‌ها قرار گرفت. در ابتدا، فعالیت‌های خیریه‌اش بر کودکان و سالمندان متمرکز بود، اما بعدها به‌ویژه به دو موضوع شهرت یافت: یکی تلاش برای تغییر نگرش‌های اجتماعی نسبت به بیماران مبتلا به ایدز و دیگری حمایت از کارزار حذف مین‌های زمینی که از طریق صلیب سرخ بین‌المللی ترویج می‌شد. او همچنین در افزایش آگاهی و حمایت از راهکارهای کمک به افراد مبتلا به سرطان و بیماری‌های روانی نقش داشت. در ابتدا، دایانا به خاطر کم‌رویی‌اش شناخته می‌شد، اما شخصیت گرم و صمیمی او باعث شد که در میان مردم محبوب شود و وجهه‌اش حتی پس از فروپاشی علنی ازدواجش حفظ گردد. او که چهره‌ای خوش عکس محسوب می‌شد، به عنوان یکی از نمادهای مد دهه‌های ۱۹۸۰ و ۱۹۹۰ شناخته می‌شود.
در اوت ۱۹۹۷، دایانا در یک سانحهٔ رانندگی در پاریس جان باخت. این حادثه موجب عزاداری گستردهٔ عمومی و جلب توجه جهانی شد. نتیجهٔ تحقیقات رسمی که در قالب «عملیات پاجت» توسط پلیس متروپولیتن انجام شد، قتل غیرعمد اعلام گردید. میراث دایانا تأثیر چشمگیری بر خاندان سلطنتی و جامعهٔ بریتانیا گذاشته است.

## اوایل زندگی

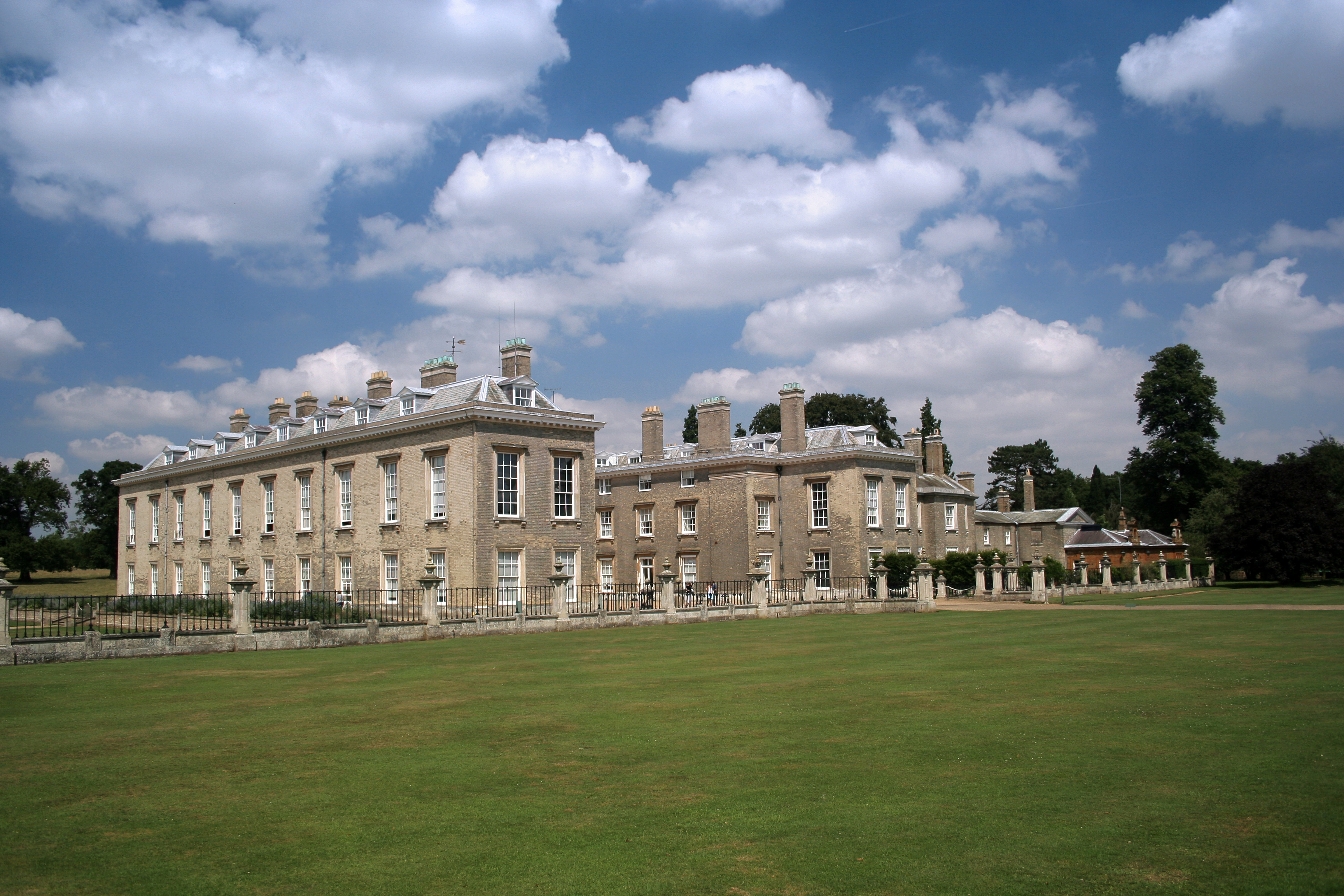
آلتورپ هاوس، خانه خانواده اسپنسر برای ۵۰۰ سال.

دایانا در ساعت ۷:۴۵ عصر در تاریخ ۱ ژوئیه ۱۹۶۱ در شهر کوچک ساندرینگهام در منطقهٔ نورفک به دنیا آمد. او چهارمین فرزند از بین پنج فرزند ویسکُنت و ویسکُنتس آلتروپ بود. اسپنسرها از خاندان‌های قدیمی و بسیار مهم بریتانیا هستند که نسل‌های متمادی با خاندان سلطنتی رابطهٔ نزدیک داشتند. آن‌ها امیدوار بودند که پسری متولد شود تا نسل خانواده را ادامه دهد و به همین علت تا یک هفته نامی برای بچه انتخاب نشد، تا این که آن‌ها «دایانا فرانسس» را از روی اسم «دایانا راسِل، دوشس بِدفورد»، که از خویشاوندان گذشتهٔ آن‌ها بود، و همچنین از روی اسم مادر دایانا، «فرانسس روچه»، برداشتند. دایانا در کلیسای سنت ماری مگدالنه غسل تعمید داده شد. او دو خواهر بزرگتر و یک برادر کوچکتر به نام‌های سارا، جین و چارلز داشت. او همچنین برادری نوزاد به نام جان داشت که حدود یک سال قبل از تولد او فوت کرده بود. میل برای داشتن یک وارث، اجباری به ازدواج اسپنسرها اضافه کرد و بر طبق گزارش‌ها لِیدی آلتروپ به کلینیک رفته بود تا علت «مشکل» را مشخص کند. این رفتارها به وسیلهٔ برادر کوچکتر دایانا، «تحقیر آمیز» خوانده شد، و بعدها چنین گفت: «آن دوران بسیار برای والدینم وحشتناک بود و علت طلاقشان شد و فکر نمی‌کنم آن‌ها هیچ وقت با این مسئله کنار آمده باشند». دایانا در پارک هاوس بزرگ شد، جایی که به خانه سندرینگهام نزدیک بود.
دایانا هشت سال داشت که پدر و مادرش، به خاطر خیانت مادر وی با فردی به نام «پیتر شاند کید» (ناپدری آیندهٔ دایانا)، از هم طلاق گرفتند. اندرو مورتون در کتابی که دربارهٔ زندگی دایانا نوشته این‌طور می‌آورد که: دایانا زمانی را که لرد آلتروپ داشت چمدان‌ها را در ماشین می‌گذاشت به خاطر داشت و بعد از آن لیدی آلتروپ در ماشین نشست و آن‌ها از دروازهٔ پارک هاوس خارج شدند. دایانا در زمان جدایی والدین، به همراه مادرش در لندن زندگی کرد، اما در تعطیلات کریسمس، لرد آلتروپ به همسر سابقش اجازهٔ بازگشت با دایانا را نداد. مدت کمی بعد از آن، لرد آلتروپ سرپرستی دایانا را با کمک مادرزن سابقش، «لیدی فِرموی»، برنده شد. دایانا ابتدا در مدرسه‌ای نزدیک نورفولک تحصیل کرد و سپس به یک مدرسهٔ شبانه‌روزی در کنت فرستاده شد. در ۱۹۷۳، لرد آلتروپ رابطه‌ای را با «راینه، کنتس دارتموث» آغاز نمود. دایانا سپس با نام «لِیدی دایانا اسپنسر» شناخته شد، زمانی که پدرش در سال ۱۹۷۵ لقب «اِرل اسپنسر» را دریافت نمود. لیدی دارتموث، نامحبوب و نامهربان در نظر دایانا، با لرد اسپنسر در لندن در تاریخ ۱۴ ژوئیهٔ ۱۹۷۶ ازدواج نمود. دایانا همیشه به عنوان آدمی کمرو در دوران رشدش شناخته شده ولی او هم در رقص و هم در آواز بسیار استعداد داشت. او همچنین با کودکان بسیار مهربان و صبور بود. پس از اتمام تحصیلات در سوئیس، دایانا به لندن بازگشت. او کار با کودکان را آغاز نمود و به عنوان یک پرستار بچه در مدرسهٔ جوانان انگلستان شروع به کار کرد. ظاهراً دایانا با شاهزادگان اندرو و ادوارد (برادران کوچکتر چارلز)، آن همان زمانی که خانواده اش پارک هاوس را، که یکی از دارایی‌های ملکه در سندینگهام است را در اختیار داشتند، بازی می‌کرده‌است.

## تحصیلات و اشتغال

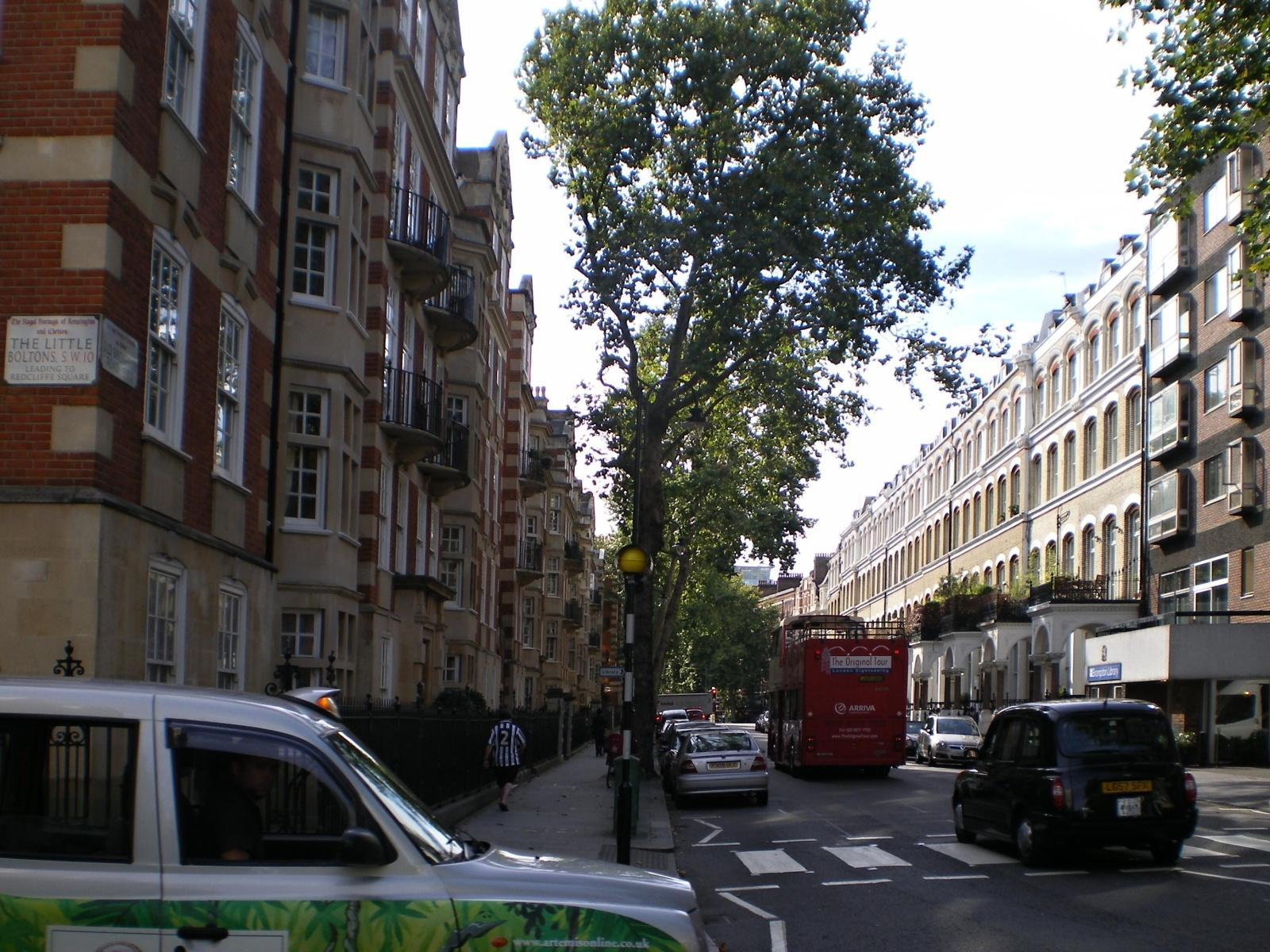
منطقهٔ کالهِرن، لندن (سمت چپ)

در ۱۹۶۸، دایانا به یک مدرسهٔ شبانه‌روزی دخترانه فرستاده شد. زمانی که جوان بود، به یک مدرسهٔ محلی عمومی رفت. آنجا در زمینهٔ تحصیلات، استعدادی از خود نشان نداد و سپس به مدرسه‌ای در کنت فرستاده شد که آن جا هم به عنوان دانش آموزی ضعیف شناخته شد و پس از تلاشی بیهوده، دوباره همهٔ درس‌ها را رد شد. هر چند او استعدادی ویژه در موسیقی، به عنوان یک پیانیست تمام عیار، از خودش نشان داد. این حضور برجستهٔ او در این زمینه، باعث دریافت جوایزی به وسیلهٔ او شد. در ۱۹۷۷، او کنت را به قصد تحصیل در یک مدرسهٔ تکمیلی دختران در سوئیس ترک کرد. حدوداً آن زمان بود که شوهر آینده اش را که درگیر رابطه‌ای با خواهر بزرگترش، سارا، بود برای اولین بار ملاقات کرد. دایانا همچنین در شنا و غواصی خوش درخشید و بعد از آن به یک مربی باله در بالهٔ سلطنتی مبدل شد. سپس برای مدتی طولانی به باله پرداخت اما با افزایش سن، قد نسبتاً بلندش برای این کار مناسب دیده نشد.
دایانا در ۱۹۷۸ به لندن آمد و از آن جایی که مادرش بیشتر سال را در اسکاتلند بود، دایانا برای زندگی به آپارتمان مادرش در لندن رفت. کمی بعد از آن، آپارتمانی به قیمت پنجاه هزار پوند برای او، به عنوان هدیهٔ تولد هجده سالگی، در منطقهٔ کالهِرن خریده شد. او تا سال ۱۹۸۱ با سه تن از دوستانش در آن آپارتمان زندگی کرد. او در لندن، بنا به درخواست مادرش، پخت‌وپز پیشرفته را آموخت در حالی که هیچ وقت یک آشپز زرنگ و خبره نشد و به جای آن مربی رقص برای جوانان شد، تا زمانی که بر اثر یک حادثه در هنگام اسکی، سه ماه شغلش را رها کرد. سپس یک کار به عنوان دستیار گروه بازی در یک مدرسه پیدا کرد و کارهایی مانند نظافت را برای خواهرش سارا و بسیاری از دوستانش انجام داد و همچنین به عنوان میزبان و مهماندار در مهمانی‌ها کار کرد. دایانا همچنین مدتی به عنوان پرستار بچه، برای یک خانوادهٔ آمریکایی که در لندن زندگی می‌کردند، کار کرد.

## ازدواج با چارلز
چارلز سوم در گذشته با خواهر بزرگتر دایانا، یعنی سارا، ارتباط داشت و پس از آن در اوایل سی سالگی تحت فشار شدید برای ازدواج قرار گرفته بود. او سال‌های متمادی با لِیدی دایانا آشنایی داشت، اما برای اولین بار در تابستان ۱۹۸۰ به‌طور جدی و به عنوان عروس خودش به او نگریست. در آن زمان آن‌ها در یک آخر هفته در دهکده‌ای مهمان بودند و با هم بازی چوگان تماشا کردند. این رابطه مدتی ادامه یافت تا جایی که چارلز، دایانا را برای مسافرت با کشتی در یک آخر هفته دعوت نمود. سپس او را به قلعهٔ بالمورال (مقر خاندان سلطنتی در اسکاتلند) دعوت کرد تا با خانواده اش ملاقات کند. دایانا به وسیلهٔ الیزابت، فیلیپ و الیزابت مادر مورد خوش آمد گویی واقع شد. سرانجام آن‌ها به لندن بازگشتند و چارلز در ۶ فوریهٔ ۱۹۸۱، از وی خواستگاری نمود که با جواب مثبت از جانب دایانا همراه شد، اما مراسم نامزدی برای چند هفتهٔ بعد مخفی نگاه داشته شد.

### نامزدی و عروسی
نامزدی آن‌ها در ۲۴ فوریهٔ ۱۹۸۱ رسماً اعلام شد و بعد از آن دایانا حلقه‌ای سی هزار پوندی (نود و چهارهزار و هشتصد پوند به قیمت امروز) با ۱۴ الماس بسیار زیبا در اطراف و یک یاقوت کبود ۱۲ قیراطی بیضی شکل در وسط که در طلای سفید ۱۸قیراطی واقع شده بود و شبیه حلقهٔ مادر خودش بود را انتخاب نمود. حلقه در آن زمان به وسیلهٔ جواهرساز سلطنتی ساخته شد ولی غیرمعمول برای یک عضو خاندان سلطنتی، حلقه کاملاً منحصربه‌فرد نبود و مشابه آن در کلکسیون جواهرسازان سلطنتی وجود داشت. حلقه بعدها و در سال ۲۰۱۰ به عنوان حلقهٔ نامزدی کاترین میدلتون مورد استفاده قرار گرفت. همچنین از این حلقه، نسخه‌های مشابه بسیاری در سراسر جهان ساخته شد.
دایانای بیست ساله با ازدواجش با چارلز در تاریخ ۲۹ ژوئیهٔ ۱۹۸۱ در کلیسای جامع سنت پل شاهدخت ولز شد. علت انتخاب سنت پل به جای کلیسای وست‌مینستر به خاطر فضای بیشتر بود که مناسب تعداد زیاد مهمان‌ها باشد و این ازدواج هم ازدواجی «شاه و پریان» مانند تلقی شد و با تماشای عده‌ای نزدیک به هفتصد و پنجاه میلیون از پای تلویزیون و صف کشیدن ششصد هزار نفر در بیرون کلیسا و خیابان‌ها همراه گردید. در محراب کلیسا، دایانا تصادفاً ترتیب دو نام اول چارلز را اشتباه کرد و به جای «چارلز فیلیپ»، «فیلیپ چارلز» آرتور جرج را به زبان آورد. او همچنین در ادامهٔ سوگند، عبارت «اطاعت از همسر» را بر زبان نیاورد که به درخواست خودشان این رسم را کنار گذاشتند و در آن زمان نقدهایی در این زمینه صورت گرفت. دایانا در مراسم، لباسی به ارزش نه هزار پوند بر تن کرد که از دنباله‌ای به طول بیست و پنج فوت (هشت متر) برخوردار بود.
چارلز و شاهدخت ولز بخشی از ماه عسلشان را در خانهٔ خانوادهٔ مونتباتن (خانوادهٔ پدری چارلز) در همپشر گذراندند و سپس با پروازی به نزدیکی جبل طارق رفتند تا در آن جا به کشتی بریتانیا بپیوندند و طی یک سفر دریایی دوازده روزه از دریای مدیترانه و مصر دیدن کنند. آن‌ها همچنین از تونس، ساردنی و یونان نیز دیدن کردند و در آخر با یک توقف کوتاه در بالمورال، ماه عسل خود را به پایان رساندند.
پس از شاهدخت ولز شدن، دایانا به‌طور خودکار به سومین زن عالی رتبهٔ بریتانیا (پس از ملکه و ملکهٔ مادر) مبدل شد و به عنوان چهارمین یا پنجمین شخص در رتبه‌بندی سایر قلمروهای همسود پس از ملکه، دوک ادینبرا، ملکهٔ مادر و چارلز در نظر گرفته شد. پس از چند سال، ملکه به دایانا نشان‌های سلطنتی مختلف را برای واضح کردن عضویت او در خاندان سلطنتی اهدا نمود. نیم‌تاجهای مختلف به او هدیه کرد و مدال عضویت در خاندان سلطنتی الیزابت دوم را به او اعطا نمود.

## شاهدخت ولز

در حال رقص با جان تراولتا

چارلز، شاهزادهٔ ولز بود و دایانا با ازدواج با او لقب شاهدخت ولز را دریافت کرد و عملاً به عضویت خانواده سلطنتی درآمد. وی در سال‌های بعد در بسیاری از برنامه‌های داخلی و خارجی شرکت کرد و همراه با چارلز یا به تنهایی به بسیاری از کشورهای جهان به ویژه قلمروهای همسود سفر کرد.

## جدایی از چارلز
شهرت و محبوبیت دایانا و چارلز باعث شد تا کوچک‌ترین کارهای آنان نیز توسط رسانه‌ها و پاپاراتزیها پوشش داده شود و بسیاری از مسائل خصوصی آنان در مطبوعات منعکس گردد. از جمله آنان روابط عاشقانه که چارلز پیش از زندگی با دایانا داشت. در تمام این سال‌ها دایانا و چارلز از خبرسازترین افراد پادشاهی متحده بودند.
این دو از سال ۱۹۹۲ جدای از هم زندگی کردند اما سرپرستی فرزندانشان را به صورت مشترک برعهده داشتند. در همین حال چارلز نیز مجدداً رابطه‌اش را با کامیلا پاکر بولز آغاز کرد و بعدها هم به داشتن رابطهٔ عاشقانه با کامیلا اعتراف نمود. دایانا در سال ۱۹۹۵ در یک برنامه تلویزیونی در بی‌بی‌سی پرده از نگرانی‌ها و مشکلات درونی خانواده برداشت و از فشارهای رسانه‌ای و اجتماعی که بر وی بود گلایه کرد. وی علت به وجود آمدن این مشکلات را کامیلا خواند و گفت که در این ازدواج سه نفر حضور داشتند. وی همچنین چارلز را در مورد این مسئله مقصر دانست. سه سال قبل نیز در کتابی با عنوان دایانا:داستان واقعی‌اش به بدگویی و روابط عاشقانه و مشکلات زندگی این دو نفر پرداخته شده بود و به دنبال آن ماجرای رسوایی کامیلا که شامل نوارهایی از مکالمه عاشقانه چارلز و کامیلا بود به بیرون درز پیدا کرد. دایانا خود در دههٔ هشتاد میلادی درگیر رابطهٔ عاشقانه‌ای با جیمز هیوئیت شده بود. سرانجام دایانا و چارلز در ۲۸ اوت ۱۹۹۶ با پیشنهاد ملکه رسماً از هم طلاق گرفتند. با این کار عنوان سلطنتی دایانا قدری پائین آمد اما چون وی مادر دو تن از شاهزادگان بود تا آخر عمر به عنوان یکی از اعضای خانواده سلطنتی باقی‌ماند و لقب شاهدخت ولز را حفظ کرد.

## مرگ

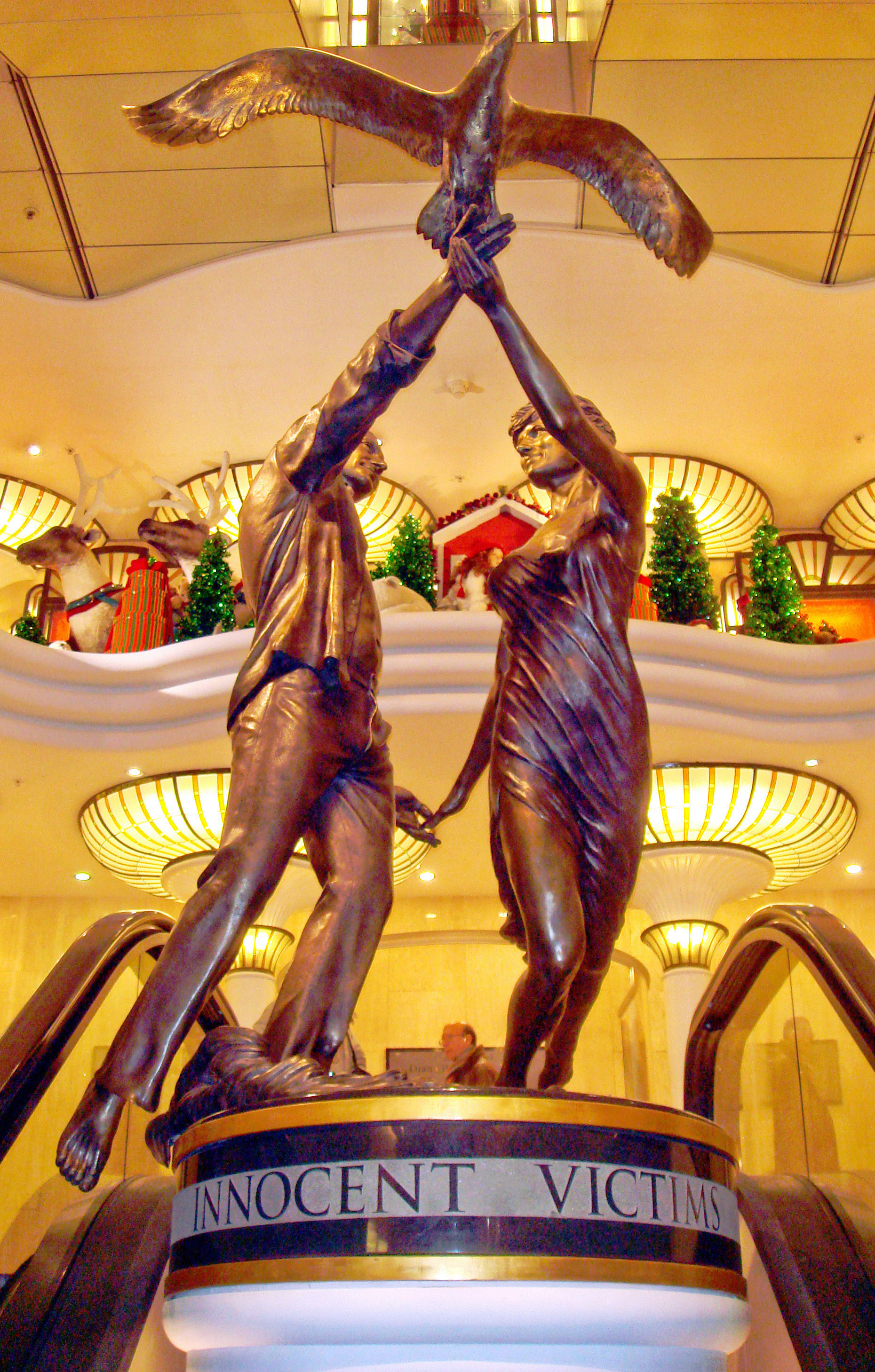
مجسمه قربانیان بی گناه در هارودز

بنا بر برخی گزارش‌ها، دایانا در اواخر عمرش تصمیم به ازدواج دوباره گرفته بود. کسی که وی می‌خواست با او ازدواج کند دودی الفاید نام داشت. این خبر حتی از ماجرای رابطهٔ دوبارهٔ چارلز و کامیلا داغتر بود زیرا اگر این ازدواج صورت می‌گرفت دایانا القاب سلطنتی‌اش را از دست می‌داد. این ازدواج هیچ وقت صورت نگرفت زیرا در ۳۱ اوت ۱۹۹۷، دایانا در یک تصادف شدید رانندگی کشته شد. وی آن شب به همراه الفاید و راننده‌اش برای فرار از دست عکاسان از در پشتی هتل خارج شد و قصد خروج از پاریس را داشت.
آن‌ها در یک بنز لیموزین در تونلی در پاریس مشغول حرکت بودند که ماشینشان به دلیل سرعت غیرمجاز و عدم کنترل راننده با دیواره تونل آلما پاریس برخورد کرد و راننده و الفاید به سرعت جان باختند. هیچ‌یک از سرنشینان کمربند ایمنی را نبسته بودند. بعد از تصادف به نظر نمی‌آمد دایانا صدمه‌ای جدی دیده باشد اما وی یک بار در آمبولانس دچار حمله قلبی شد و در بیمارستان هم بر اثر خون‌ریزی ریوی و مغزی درگذشت. تنها کسی که در این میان جان سالم به در برد محافظ شخصی دایانا بود. گفته شده که راننده سه برابر بیشتر از اندازه مجاز نوشیدنی الکلی مصرف کرده بود. پدر دودی، اسپانسر فیلم قتل غیرقانونی شد که در آن نیمهٔ تاریک مرگ پرنسس دایانا و پسرش نمایش داده شده‌است.
بعد از مرگ دایانا، چارلز به همراه خواهران دایانا برای آوردن بدن او از لندن به پاریس سفر کردند. بعد از بازگشت مراسمی رسمی برای دایانا برپا شد. در تشییع جنازه دایانا حدود ۵ میلیون نفر حضور داشتند و ۲/۵ میلیارد نفر از تلویزیون این مراسم را تماشا کردند.

## فعالیت‌های اجتماعی
هرچند شاهدخت دایانا به هنر علاقه داشت اما عمده شهرت وی بخاطر فعالیت‌های عام‌المنفعه و اجتماعی است. وی با تأسیس یا همکاری با چندین مؤسسه خیریه، به مدرسه سازی، خانه‌سازی و کمک به بینوایان و دردمندان پرداخت. وی کمکهای شایان توجهی به جذامیان، مبتلایان به ایدز و آسیب دیدگان از مین در کشور آنگولا انجام داد. وی در سفر به مناطق بحران زده و محروم مانند آفریقا و بوسنی و هرزگوین با جدیت به دلگرمی دادن به محرومان و آسیب دیدگان پرداخت و با کسانی چون نلسون ماندلا، مایکل جکسون و مادر ترزا دیدار کرد.
علاوه بر این وی به عنوان همسر ولیعهد او را در سفرهای کاری همراهی می‌کرد. او با چارلز به کشورهای ایالات متحده، کانادا، ایتالیا، قلمروهای همسود و برخی از کشورهای آفریقایی و آسیایی سفر کرد. او همچنین برخی از سفرهای خود را به تنهایی انجام می‌داد و از بیمارستان‌ها و مکان‌های عمومی بازدید می‌کرد. همچنین وی به عنوان همسر ولیعهد از وظایف ویژه‌ای نیز برخوردار بود.

## عنوان‌ها، لقب‌ها و نشان‌ها

نشان دایانا، شاهدخت ولز پیش از طلاق

نشان دایانا، شاهدخت ولز پس از طلاق و تا زمان مرگش

- ۱ ژوئیهٔ ۱۹۶۱ — ۹ ژوئن ۱۹۷۵: نجیب‌زاده دایانا فرانسس اسپنسر
- ۹ ژوئن ۱۹۷۵ — ۲۹ ژوئیهٔ ۱۹۸۱: بانو دایانا فرانسس اسپنسر
- ۲۹ ژوئیهٔ ۱۹۸۱ — ۲۸ اوت ۱۹۹۶: والاحضرتِ همایونی شاهدخت ولز
  - در اسکاتلند: ۲۹ ژوئیهٔ ۱۹۸۱ — ۲۸ اوت ۱۹۹۶: والاحضرتِ همایونی دوشس رافیسی
- ۲۸ اوت ۱۹۹۶ — ۳۱ اوت ۱۹۹۷: دایانا، شاهدخت ولز

القاب کامل دایانا بعد از ازدواجش بودند: والاحضرتِ همایونی شاهدخت چارلز فیلیپ آرتور جورج، شاهدخت ولز و کنتس چستر، دوشس کورنوال، دوشس رافیسی، کنتس کریک، بارونس رنفریو، بانوی جزایر، شاهدخت اسکاتلند.
پس از طلاق از چارلز دایانا پیشوند والاحضرتِ همایونی را از دست داد و از این القاب به صورت معمولی استفاده کرد. بعد از طلاق وبگاه خانوادهٔ سلطنتی اعلام کرد لقب اصلی دایانا به صورت دایانا، شاهدخت ولز می‌باشد.